# Underground Volume 16: For Da Summa
Underground Volume 16: For Da Summa – debiutancki album amerykańskiego rapera DJ Paula. Został wydany 28 maja, 2002 roku nakładem wytwórni D Evil Music.

## Lista utworów
Opracowano na podstawie źródła.
1. "Back da Fuck Back" (featuring Lord Infamous)
2. "Still Gettin' My Dick Sucked"
3. "Kickin In Doe / I Think They Scared"
4. "Cyazzndalot" (featuring Project Pat)
5. "Break da Law" (featuring Frayser Boy)
6. "Flaughin Azz Niggas / Bitches" (featuring La Chat)
7. "Glock in My Draws" (featuring Frayser Boy)
8. "Where Is da Bud Pt. 2" (featuring Lord Infamous)
9. "Beat Down Intro" (featuring Lord Infamous)
10. "Beatin' These Hoes Down" (featuring Lord Infamous)
11. "Twist It, Hit It, Lite It" (featuring Lord Infamous & Crunchy Black)
12. "D.J. Paul"
13. "King of Kings" (featuring Hypnotize Camp Posse)
14. "Outro"

## Sample
- "Back da Fuck Back" sample z utworu "Ambitionz Az a Ridah" 2Paca
- "Beatin' These Hoes Down" sample z utworu "Pimps", rapowej grupy 8Ball & MJG z ich pierwszego  albumu Comin' Out Hard.
- "Glock In My Draws" sample z telewizyjnego show "Unsolved Mysteries"